# Athetis horus
Athetis horus är en fjärilsart som beskrevs av Fawcett 1916. Athetis horus ingår i släktet Athetis och familjen nattflyn. Inga underarter finns listade i Catalogue of Life.